# Debaixo do Mesmo Céu
"Debaixo do Mesmo Céu" é uma canção da cantora brasileira Joelma, gravada para seu álbum de estreia autointitulado, Joelma (2016). Foi composta por Juliano Tchula, Marília Mendonça e Rodrigo Cavalheiro. A canção foi gravada nos estúdios Somax, em Recife, sendo produzida pela própria intérprete em conjunto com Tovinho. A faixa foi lançada como um single promocional do álbum em 8 de julho de 2016 através da Universal Music.
Dirigido por Ricardo Santos, o videoclipe de "Debaixo do Mesmo Céu" acompanhou o lançamento da canção. No vídeo, Joelma aparece interpretando a canção em um castelo. Poucas horas após seu lançamento, o vídeo musical alcançou o topo da parada mundial de videoclipes da iTunes Store.

## Antecedentes e lançamento
"Debaixo do Mesmo Céu" é a setima faixa do álbum de estreia autointitulado de Joelma, lançado em 29 de abril de 2016 através da Universal Music. Em 1⁰ de junho, a cantora abriu uma enquete em sua página no Facebook para os fãs escolherem o seu próximo single; "Debaixo do Mesmo Céu" foi a escolhida entre "Chora Não Coração" e "Se Vira Aí". A canção foi lançada como um single promocional do álbum em 8 de julho de 2016.

## Vídeo musical
O videoclipe de "Debaixo do Mesmo Céu" foi dirigido por Ricardo Santos e lançado junto com a canção em 8 de julho de 2016. As gravações ocorreram em 14 de junho de 2016 no Castelo Eventos, em Recife. No vídeo, Joelma aparece interpretando a canção em vários pontos do castelo, "equilibrando toda sua sensualidade e romantismo ao mesmo tempo". Ela usa um vestido azul real com uma longa calda assinado por seu figurinista de longa data, Marco Brandão. Em entrevista, Joelma disse que o modelo ficou exatamente como ela imaginou: "Eu queria um vestido bem lindo que chamasse a atenção e se destacasse, e ele fez exatamente como eu queria, além de dar um ar medieval para combinar com o lugar que escolhi".
Poucas horas após seu lançamento, o vídeo de "Debaixo do Mesmo Céu" alcançou o topo da parada mundial de videoclipes da iTunes Store.